# 칼비 (기업)

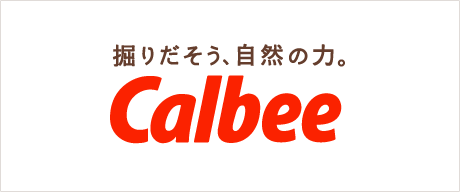
칼비의 본래 로고.

칼비(일본어: カルビー 가루비[*], 영어: Calbee)는 일본의 과자 제조업체이다. 국내에선 합작 법인의 명칭인 가루비로 더 많이 알려져 있다. 대한민국에서는 해태제과식품의 자회사인 해태가루비를 별도로 설립하여, 공장은 강원특별자치도 원주시에 위치하고 있다. 본사는 도쿄 지요다구에 있다.